# Jordan Iwanow (Literaturhistoriker)

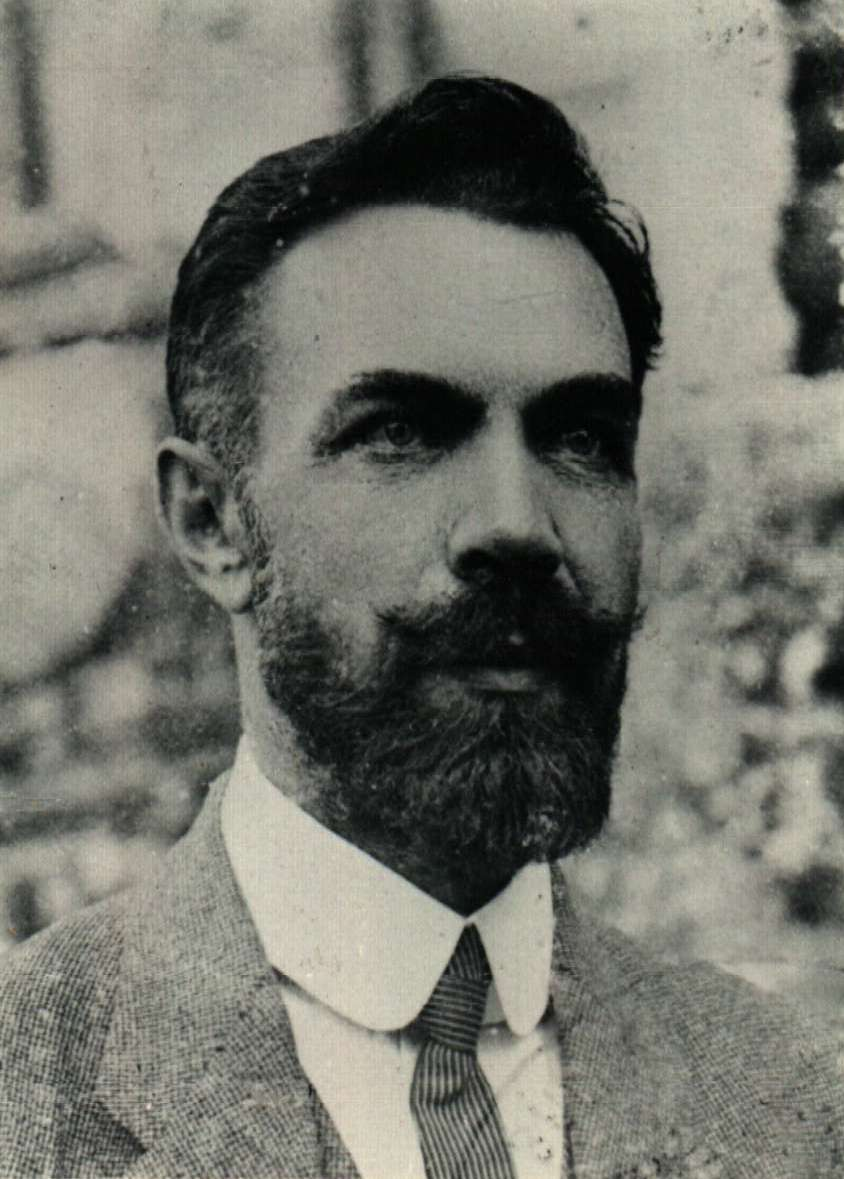
Jordan Iwanow

Jordan Iwanow, eigentlich Jordan Iwanow Nikolow, auch Jordan Ivanov,  (bulgarisch Йордан Иванов, * 6. Januar 1872 in Kjustendil; † 29. Juli 1947 in Sofia), war ein bulgarischer Literaturhistoriker, Archäologe und Volkskundler (Folklorist).
Jordan Iwanow studierte zunächst von 1889 bis 1892 Slawistik und Geschichte an der Universität Sofia und dann von 1892 bis 1894 Latein und Paläographie an der Universität Lausanne. Danach unterrichtete er Französisch und Literatur an einer Schule in Sliwen und ab 1899 Französisch an der Universität Sofia. 1906 bis 1908 war er Sekretär der bulgarischen Handelskammer in Thessaloniki. 1909 wurde er an der Universität Sofia in Geschichte und Philologie promoviert. Danach unterrichtete er slawische Literaturgeschichte an der Universität Sofia. 1909 wurde er Mitglied der Bulgarischen Akademie der Wissenschaften. 1911 habilitierte er sich dort und war ab 1927 Professor für slawisch-mittelalterliche Literatur, Volkskunde, christliche Paläographie und Französisch. 1942 wurde er emeritiert.
In seiner wissenschaftlichen Arbeit befasste er sich insbesondere mit der altbulgarischen Literatur. So sammelte und veröffentlichte er viele altbulgarische Schriften. 1907 brachte er das Triodion von Bitola aus Mazedonien nach Bulgarien. Er veröffentlichte 1908 ein Werk zu bulgarischen Altertümern in Mazedonien und 1925 eine Arbeit zu den Bogomilenbüchern und -legenden. 1936 fand er Fragmente der Rila-Blätter.

## Veröffentlichungen (Auswahl)
- Северна Македония. Sofia 1906.
- Български старини из Македония. 1908.
- История славеноболгарская, собрана и нареждена Паисием иеромонахом. Sofia 1914
- Старобългарски разкази. Текстове, новобългарски превод и бележки. Sofia 1935.
- Богомилски книги и легенд'и. 1925.